# Янтра (річка)
Янтра (в античності знана як Ятус, лат. Iatus) — річка на півночі Болгарії, права притока Дунаю. Має довжину 285 км, що робить її третьою за розміром притокою Дунаю у країні. Площа басейну — 7 862 км².
Річка бере початок неподалік піка Хаджи Димитара у болгарській частині Старої Планини на висоті 1 340 м над рівнем моря. Пролягає виключно територією Болгарії, впадає у Дунай біля Свищова.

## Міста на Янтрі
Основні міста, розташовані на берегах Янтри:
- Велико-Тирново;
- Габрово;
- Горна Оряховиця;
- Полски-Тримбеш;
- Бяла.

## Притоки
Янтра має 30 приток, довжиною понад 10 км, найбільші з них:
- Росиця (164 км);
- Стара река (92 км);
- Джулюниця (85 км).